# زينة (رواية)
زينة Zeina - هي إحدي روايات الكاتبة والطبيبة المصرية نوال السعداوي، ظهرت في طبعات متعددة.

## المؤلفة
هي الكاتبة المصرية نوال السعداوي ، المعروقة بجرأتها فس التابة، والمدافعة عن حقوق الإنسان بشكل عام، وعن حقوق المرأة بشكل خاص، مواليد أكتوبر 1931م بمحافظة القليوبية، لها أكثر من خمسين عمل، عملت أكاديميًا في العديد من الجامعات العالمية فيجانب عملها في جامعة القاهرة ، عملت السعداوي في جامعات هارفارد، وبيل، كولومبيا، السربون، جورج تاون. تم اختيارها من قبل مجلة تايم الأمريكية ضمن الــ100 امرأة الأكثر تأثيرًا في العالم لعام 2020م. كما تم منحها الدكتوراة الفخرية من إحدى جامعات المكسيك عام 2010م.

## الملخص
بدورالدامهيري، تقع في فخ زواج بلا حب، وتحمل معها سرًا غامضًا. وقعت في الحب في شبابها وأنجبت ابنة غير شرعية اسمها زينة، تخلت عنها في شوارع القاهرة. بدور لا تعلم أن زينة أصبحت واحدة من أكثر الفنانات المحبوبات في مصر. يشار اليها بالبنان ، تتحرك أصابعها فتخرج أجمل الألحان وأعزب الأصوات ، بدورمتلهفة لابنتها الضائعة، تكتب قصة خيالية عن حياتها في محاولة للعثور على العزاء. ولكن مع اشتعال الثورة في القاهرة، تختفي الرواية ويجب على بدور العثور على من سرقها. هل ستجمع مطاردة اللص الأم وابنتها معًا؟ أم أن بدور ستخسر ابنتها في القاهرة إلى الأبد؟

## تأثيرات الرواية
الرواية اجتازت العديد من الخطوط الحمراء، وكشقت العديد نت العيوب وسقطت معها أقنعة كثيرة، فثمة إدارات حكومية يتخرها سوس الفساد، وشيوخ يستغلون الدين من أجل مآرب دنيوية، وصحافة مرتهنة لأهل السلطة تدعي زوراً أنها تدافع عن الحريات العامة، وحقوق المواطنين والمظلومين، ومحاميات طارئات على المهنة يتسلقن أكتاف الموهبين طمعاً بالجاه والضوء، وأقلام تباع وتشترى في وضح النهار.